# Jürgen Hinz (Politiker)
Jürgen Hinz (* 25. März 1939 in Hamburg; † 5. August 2018) war ein deutscher Politiker (SPD).

## Leben
Nach dem Abitur 1959 studierte Hinz Chemie an der TU Braunschweig, der Universität Karlsruhe und der Universität Hamburg. 1964 trat er der SPD bei. An der Universität Hamburg wurde er 1970 promoviert. Er arbeitete ab 1971 bei der Deutschen Texaco in der Patentabteilung in Hamburg. 1972 wurde er Mitglied der IG Chemie-Papier-Keramik. 1979 wechselte Hinz zur Hamburger Behörde für Wissenschaft und Forschung, in der er als wissenschaftlicher Angestellter in der Forschungsförderung und -planung tätig war.
Er übernahm Ämter in der SPD, etwa als Vorsitzender des Kreisverbandes des Kreises Herzogtum Lauenburg und war von 1978 bis 1982 Mitglied des Gemeinderats von Linau.
1983 zog er über die SPD-Landesliste in den Landtag Schleswig-Holsteins ein und wurde 1987 wiedergewählt. Bei der Landtagswahl 1988 errang er das Direktmandat im damaligen Landtagswahlkreis Lauenburg-Ost und 1992 im Landtagswahlkreis Lauenburg-Nord. 1996 schied er aus dem Landtag aus, rückte aber am 13. Mai 1997 für Rolf Schroedter nach, der sein Mandat niedergelegt hatte. Hinz gehörte einer Reihe von Landtagsausschüssen an und war von 1999 bis 2000 Vorsitzender des Pallas-Untersuchungsausschusses. Er war Mitglied der Enquete-Kommission „Chancen und Risiken der Gentechnologie“ und stellvertretender Vorsitzender der Enquete-Kommission „Zukünftige Energieversorgung in Schleswig-Holstein“.
Hinz war verheiratet und hatte ein Kind.